# 伯兹维尔拉盖拉尔
伯兹维尔拉盖拉尔（法語：Beuzeville-la-Guérard，法語發音：[bøzvil la ɡeʁaʁ]）是法国滨海塞纳省的一个市镇，属于迪耶普区。

## 地理
伯兹维尔拉盖拉尔（49°42'49"N, 0°37'8"E）面积6.42 平方千米，位于法国诺曼底大区滨海塞纳省，该省份为法国北部沿海省份，其西部及北部濒大西洋英吉利海峡，东起顺时针与索姆省、瓦兹省、厄尔省和卡爾瓦多斯省接壤。
与伯兹维尔拉盖拉尔接壤的市镇（或旧市镇、城区）包括：克勒维尔、格兰维尔-拉坦蒂里耶尔、诺芒维尔、科地区乌尔维尔、里维尔。

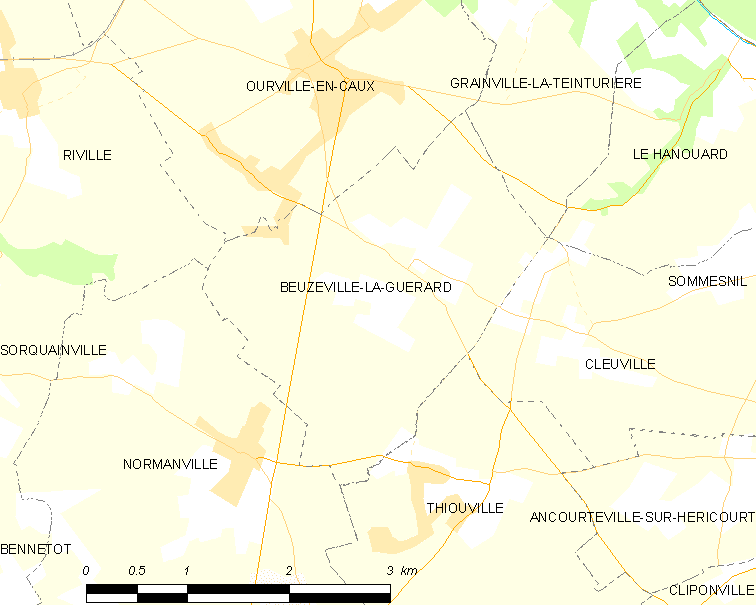
伯兹维尔拉盖拉尔的OSM定位图

伯兹维尔拉盖拉尔的时区为UTC+01:00、UTC+02:00（夏令时）。

## 行政
伯兹维尔拉盖拉尔的邮政编码为76450，INSEE市镇编码为76091。

## 政治
伯兹维尔拉盖拉尔所属的省级选区为科地区圣瓦勒里县。

## 人口

1962-2008年间伯兹维尔拉盖拉尔人口变化图示

伯兹维尔拉盖拉尔于2022年1月1日时的人口数量为236人。